# Dmitri Budõlin
Dmitri Budõlin (* 1. März 1974 in Tallinn, Estnische SSR) ist ein ehemaliger  estnischer Judoka. Sein jüngerer Bruder Aleksei ist ebenfalls erfolgreicher Judoka.
2001 konnte Budõlin bei den Judo-Europameisterschaften in Paris die Bronzemedaille in der Gewichtsklasse bis 90 kg erringen. Ein Jahr später gewann er in Minsk seinen ersten und einzigen Weltcup-Wettbewerb.
Ab 2002 startete Budõlin für den TSV Abensberg in der Bundesliga. Nach einer schweren Brustmuskelverletzung beendete er 2007 seine aktive Laufbahn. Zusammen mit seinem Bruder Aleksei betreibt er in Tallinn den Judoverein Budolinn Judokool und ist dort als Trainer tätig.